# World Games 2017/Indoor-Rudern
Bei den World Games 2017 wurden am 26. und 27. Juli 2017 sieben Wettbewerbe im Indoor-Rudern ausgetragen.
Neben sechs Einzelwettbewerben war die 4-mal-500-Meter-Mixed-Staffel nicht Teil des Programms und deshalb auch nicht im offiziellen Medaillenspiegel berücksichtigt. Die 14 Teams der Mixed-Staffel wurden zufällig aus den anwesenden Athleten zusammengestellt. Sieger der 4-mal-500-Meter-Mixed-Staffel wurden Yvonne Apitz und Oliver Zeidler aus Deutschland mit Magdalena Lobnig und Mario Santer aus Österreich.

## Wettbewerbe und Zeitplan
| Wettbewerbe und Zeitplan Indoor-Rudern | Wettbewerbe und Zeitplan Indoor-Rudern | Wettbewerbe und Zeitplan Indoor-Rudern | Wettbewerbe und Zeitplan Indoor-Rudern |
| Wettbewerbe                            | Juli                                   | Juli                                   | Juli                                   |
| Männer                                 | 26.                                    | 27.                                    |                                        |
| -------------------------------------- | -------------------------------------- | -------------------------------------- | -------------------------------------- |
| 500 m Offene Gewichtsklasse            |                                        |                                        |                                        |
| 2000 m Offene Gewichtsklasse           |                                        |                                        |                                        |
| 2000 m Leichtgewicht                   |                                        |                                        |                                        |
| Frauen                                 | 26.                                    | 27.                                    |                                        |
| 500 m Offene Gewichtsklasse            |                                        |                                        |                                        |
| 2000 m Offene Gewichtsklasse           |                                        |                                        |                                        |
| 2000 m Leichtgewicht                   |                                        |                                        |                                        |
| Mixed                                  | 26.                                    | 27.                                    |                                        |
| 4 × 500 m Staffel                      |                                        |                                        |                                        |

|  | Qualifikation |  | Finale |

## Ergebnisse

### Männer

#### 500 m Offene Gewichtsklasse
Donnerstag, 27. Juli 2017
| Platz | Land                   | Athlet                    | Zeit (min) |
| ----- | ---------------------- | ------------------------- | ---------- |
| 1     | Ukraine                | Anton Bondarenko          | 01:12,1    |
| 2     | Vereinigtes Königreich | Phil Clapp                | 01:12,9    |
| 3     | Belarus                | Pavel Shurmei             | 01:14,1    |
| 4     | Tschechien             | Vaclav Zitta              | 01:14,3    |
| 5     | Polen                  | Bartosz Zablocki          | 01:14,6    |
| 6     | Ungarn                 | Bendeguz Petervari-Molnar | 01:15,8    |
| 7     | Deutschland            | Ivan Saric                | 01:16,4    |
| 8     | Kanada                 | Jordan Weide              | 01:16,6    |
| 9     | Schweiz                | David Aregger             | 01:16,9    |
| 10    | Italien                | Antonio Zonta             | 01:17,0    |
| 11    | Südafrika              | Henk Pretorius            | 01:17,5    |
| 12    | Griechenland           | Georgios Gioupis          | 01:18,5    |
| 13    | Österreich             | Mario Santer              | 01:19,5    |

#### 2000 m Offene Gewichtsklasse
Mittwoch, 26. Juli 2017
| Platz | Land                   | Athlet                    | Zeit (min) |
| ----- | ---------------------- | ------------------------- | ---------- |
| 1     | Deutschland            | Oliver Zeidler            | 05:42,0    |
| 2     | Polen                  | Bartosz Zablocki          | 05:44,5    |
| 3     | Ukraine                | Anton Bondarenko          | 05:46,5    |
| 4     | Ungarn                 | Bendegúz Pétervári-Molnár | 05:51,5    |
| 5     | Belarus                | Pawel Schurmei            | 05:52,8    |
| 6     | Vereinigtes Königreich | Graham Benton             | 05:54,4    |
| 7     | Tschechien             | Petr Ourednicek           | 05:56,7    |
| 8     | Südafrika              | Luke Wollenschläger       | 06:07,2    |
| 9     | Griechenland           | Georgios Gioupis          | 06:10,7    |
| 10    | Slowakei               | Jozef Pavlica             | 06:13,5    |
| 11    | Südkorea               | Doohwa Jin                | 06:17,3    |
| 12    | Lettland               | Rovoams Gavrilovs         | 06:21,9    |
| 13    | Peru                   | Jorge Palacios            | 06:26,8    |
| 14    | Malta                  | Juan Farrugia             | 06:35,8    |

#### 2000 m Leichtgewicht
Mittwoch, 26. Juli 2017
| Platz | Land               | Athlet               | Zeit (min) |
| ----- | ------------------ | -------------------- | ---------- |
| 1     | Polen              | Artur Mikołajczewski | 06:11,5    |
| 2     | Österreich         | Florian Berg         | 06:11,5    |
| 3     | Thailand           | Jaruwat Saensuk      | 06:14,9    |
| 4     | Italien            | Leonardo Bava        | 06:25,9    |
| 5     | Ungarn             | Bence Tamas          | 06:27,0    |
| 6     | Vereinigte Staaten | Andrew Neils         | 06:28,4    |
| 7     | Kroatien           | Juraj Prokopec       | 06:36,3    |
| 8     | Südkorea           | Kim Byunghoon        | 06:41,9    |
| 9     | Rumänien           | Sebastian Adamovici  | 06:45,1    |
| 10    | Malta              | Glenn Zammit         | 06:49,5    |
| 11    | Uganda             | Arnold Omony         | DNS        |

### Frauen

#### 500 m Offene Gewichtsklasse
Donnerstag, 27. Juli 2017
| Platz | Land                   | Athlet             | Zeit (min) |
| ----- | ---------------------- | ------------------ | ---------- |
| 1     | Ukraine                | Olena Burjak       | 01:24,5    |
| 2     | Polen                  | Anna Wierzbowska   | 01:26,8    |
| 3     | Schweden               | Cecilia Velin      | 01:27,0    |
| 4     | Vereinigtes Königreich | Laura Kerr         | 01:32,7    |
| 5     | Vereinigte Staaten     | Morgan McGrath     | 01:34,5    |
| 6     | Ungarn                 | Beatrix Fekete     | 01:34,9    |
| 7     | Deutschland            | Yvonne Apitz       | 01:35,9    |
| 8     | Malta                  | Jessica Borg Ghigo | 01:36,9    |
| 9     | Frankreich             | Diane Delalleau    | 01:37,1    |
| 10    | Spanien                | Barbara Taylor     | 01:45,4    |
| 11    | Finnland               | Kristina Björknäs  | 01:49,6    |

#### 2000 m Offene Gewichtsklasse
Mittwoch, 26. Juli 2017
| Platz | Land                   | Athlet             | Zeit (min) |
| ----- | ---------------------- | ------------------ | ---------- |
| 1     | Ukraine                | Olena Burjak       | 06:22,8    |
| 2     | Schweden               | Cecilia Velin      | 06:38,2    |
| 3     | Österreich             | Magdalena Lobnig   | 06:40,8    |
| 4     | Tschechien             | Pavlina Zizkova    | 06:52,1    |
| 5     | Vereinigtes Königreich | Nicola Lawless     | 06:58,3    |
| 6     | Ungarn                 | Beatrix Fekete     | 07:03,5    |
| 7     | Deutschland            | Luisa Neerschulte  | 07:06,9    |
| 8     | Südkorea               | Yeri Park          | 07:20,3    |
| 9     | Malta                  | Jessica Borg Ghigo | 07:25,1    |

#### 2000 m Leichtgewicht
Mittwoch, 26. Juli 2017
| Platz | Land                   | Athlet               | Zeit (min) |
| ----- | ---------------------- | -------------------- | ---------- |
| 1     | Österreich             | Anna Berger          | 07:12,7    |
| 2     | Vereinigtes Königreich | Justine Reston       | 07:15,3    |
| 3     | Thailand               | Phuttharaksa Neegree | 07:19,5    |
| 4     | Spanien                | Christina Gandia     | 07:30,8    |
| 5     | Südkorea               | Hyewon Jung          | 07:32,7    |
| 6     | Lettland               | Ludmila Ivanova      | 07:58,7    |
| 7     | Finnland               | Kristina Björknäs    | 08:10,3    |
| 8     | Malta                  | Michelle Vella Wood  | 08:12,4    |
| 9     | Japan                  | Naoko Fujita         | 08:21,9    |
| 10    | Uganda                 | Betty Nabifo Belinda | DNS        |

## Medaillenspiegel
| Medaillenspiegel | Medaillenspiegel       | Medaillenspiegel | Medaillenspiegel | Medaillenspiegel | Medaillenspiegel |
| Platz            | Land                   | G                | S                | B                | Gesamt           |
| ---------------- | ---------------------- | ---------------- | ---------------- | ---------------- | ---------------- |
| 01               | Ukraine                | 3                | 0                | 1                | 4                |
| 02               | Polen                  | 1                | 2                | 0                | 3                |
| 03               | Österreich             | 1                | 1                | 1                | 3                |
| 04               | Deutschland            | 1                | 0                | 0                | 1                |
| 05               | Vereinigtes Königreich | 0                | 2                | 0                | 2                |
| 06               | Schweden               | 0                | 1                | 1                | 2                |
| 07               | Thailand               | 0                | 0                | 2                | 2                |
| 08               | Belarus                | 0                | 0                | 1                | 1                |
| Total            | Total                  | 6                | 6                | 6                | 18               |